# Liste des gouverneurs des îles Vierges des États-Unis
Le gouverneur des îles Vierges des États-Unis (en anglais : Governor of the United States Virgin Islands) est le chef de la branche exécutive du gouvernement du territoire américain des îles Vierges.

## Histoire
Avant 1917, le territoire constitue les Indes occidentales danoises administrées par un gouverneur danois.
En 1917, les îles sont acquises par les États-Unis et sont dirigées par un gouverneur nommé par le gouvernement américain. Enfin, le gouverneur est élu par un vote populaire depuis 1971.

## Liste des gouverneurs

### Gouverneurs désignés
- 1917-1917 : Edwin Taylor Pollock
- 1917-1919 : James Harrison Oliver
- 1919-1921 : Joseph Wallace Oman
- 1921-1922 : Sumner Ely Wetmore Kittelle
- 1922-1923 : Henry Hughes Hough
- 1923-1925 : Philip Williams
- 1925-1927 : Martin Edwin Trench
- 1927-1931 : Waldo A. Evans
- 1931-1935 : Paul Martin Pearson
- 1935-1935 : Robert Herrick
- 1935-1940 : Lawrence William Cramer
- 1940-1941 : Robert Morss Lovett
- 1941-1945 : Charles Harwood
- 1946-1949 : William H. Hastie
- 1949-1954 : Morris Fidanque de Castro
- 1954-1955 : Archibald A. Alexander
- 1955-1955 : Charles K. Claunch
- 1955-1958 : Walter A. Gordon
- 1958-1961 : John David Merwin
- 1961-1969 : Ralph Moses Paiewonsky
- 1969-1970 : Melvin Herbert Evans (Il continue son mandat en tant que premier gouverneur élu.)

### Gouverneurs élus
| Mandat                            | Gouverneur                 | Parti                              |
| --------------------------------- | -------------------------- | ---------------------------------- |
| 1er juillet 1969 - 6 janvier 1975 | Melvin Herbert Evans       | républicain                        |
| 6 janvier 1975 - 2 janvier 1978   | Cyril Emanuel King         | Mouvement indépendant des citoyens |
| 2 janvier 1978 - 5 janvier 1987   | Juan Francisco Luis        | Mouvement indépendant des citoyens |
| 5 janvier 1987 - 2 janvier 1995   | Alexander Anthony Farrelly | démocrate                          |
| 2 janvier 1995 - 4 janvier 1999   | Roy Lester Schneider       | Indépendant                        |
| 4 janvier 1999 - 1er janvier 2007 | Charles Wesley Turnbull    | démocrate                          |
| 1er janvier 2007 - 5 janvier 2015 | John de Jongh              | démocrate                          |
| 5 janvier 2015 - 7 janvier 2019   | Kenneth Mapp               | Indépendant                        |
| Depuis le 7 janvier 2019          | Albert Bryan               | démocrate                          |